# آنامیکا (فیلم ۱۹۷۳)
آنامیکا (به انگلیسی: Anamika) فیلمی هندی محصول سال ۱۹۷۳ و به کارگردانی راگونات جالانی است. در این فیلم بازیگرانی همچون سانجیو کومار، جایا باچان، هلن، افتخار، آسرانی، ای. کی. هانگال و آچالا ساچدف ایفای نقش کرده‌اند.